# Pięć godzin z Mariem
Pięć godzin z Mariem (hiszp. Cinco horas con Mario) – powieść hiszpańskiego pisarza Miguela Delibesa wydana w 1966 roku.

## Powstanie i publikacja
Treść powieści stanowi monolog wdowy Carmen podczas czuwania przy zmarłym mężu Mariu – świadectwo zarówno językowe jak i kulturowe swoich czasów. Autor za jego pomocą wiernie odtworzył potoczny styl mowy prowincjonalnej kobiety z klasy średniej oraz sportretował podzielone po wojnie domowej społeczeństwo hiszpańskie lat 60.
Delibes przyznał, iż monolog ten początkowo był dialogiem między małżonkami. Mając świadomość, że ze względu na liberalne poglądy Maria, działająca wówczas w Hiszpanii cenzura nie dopuści do druku książki w takiej formie, zdecydował się uśmiercić bohatera i pokazać go przez pryzmat jego partnerki, której światopogląd był tym oficjalnie przyjętym. Aby upewnić się, że utwór nie będzie miał problemów z cenzurą, wysłał go nawet do znajomego cenzora, co jego wydawca Josep Vergés uznał za niepotrzebne.
Powieść została opublikowana w grudniu 1966 roku nakładem wydawnictwa Ediciones Destino w Barcelonie. Autor miał wówczas 46 lat, będąc niemalże rówieśnikiem swojego niespodziewanie zmarłego, 49-letniego bohatera. Istnieje między nimi więcej analogii – inicjały (Miguel Delibes – Mario Díez) stosunek do religii i problemów społecznych, obaj byli nauczycielami, redaktorami w lokalnych czasopismach, pisarzami, mieli liczne potomstwo, w podobnym roku urodzili się i zawarli związki małżeńskie, jednak ich partnerki nie miały ze sobą już nic wspólnego. Delibes zgodził się co do tego, że dzieli z Mariem powierzchowność, lecz więcej w nim z José Jimeneza Lozano, przyjaciela, któremu zadedykował książkę.

## Nurt literacki
Pięć godzin z Mariem Magda Potok w swojej książce Współczesna proza hiszpańska przypisuje do „dekady eksperymentów”, przypadającej na lata 60. Zapoczątkowana została przez Czas milczenia Luisa Martina-Santosa. Autor tematykę społeczną wzbogacił innowacyjnymi technikami narracyjnymi. Podobnie jest w przypadku utworu Delibesa. Jego oryginalna forma – kilkusetstronicowy monolog lub dialog wdowy (zwraca się bowiem do zmarłego męża w czasie teraźniejszym, zadaje mu pytania) – posłużyła do poruszenia istotnych wówczas dla Hiszpanów kwestii.

## Struktura i narracja
Powieść otwiera nekrolog zawiadamiający o śmierci Maria Díez Collado, będący wierną kopią prawdziwych nekrologów z hiszpańskiej prasy. Dostarcza informacji nie tylko o zmarłym, ale także o jego rodzinie. Jest niecodziennym i zaskakującym dla czytelnika rozwiązaniem jeśli chodzie o rozpoczęcie utworu. Właściwa jego treść dzieli się na trzy części: krótki wstęp, rozwinięcie, które stanowi monolog-dialog Carmen i krótkie zakończenie. We wstępie występuje wszechwiedzący narrator trzecioosobowy, opisujący dom pogrzebowy i świat zewnętrzny bohaterki w tamtym momencie. Składają się na niego wyrwane z kontekstu urywki rozmów, zdania, myśli, gesty, zarówno jej, jak i innych osób opłakujących Maria, co przybiera formę strumienia świadomości. Główna część poświęcona jest światu wewnętrznemu Carmen – narratorce pierwszoosobowej. Jej monolog-dialog podczas czuwania przy mężu, poprzedzający pogrzeb, podzielony został na 27 rozdziałów. Każdy z nich rozpoczyna się od cytatu z Biblii zaznaczonego przez Maria, a który staje się punktem wyjścia dla rozważań wdowy. Zakończenie ma podobną formę jak wstęp, z narratorem trzecioosobowym, protagonistka rozmawia w nim z synem, po czym następuje wyniesienie ciała zmarłego.
Delibes ogranicza elementy kompozycji utworu: akcję – do wspomnień kobiety, czas – wspomnienia te trwają mniej więcej pięć godzin czasu rzeczywistego (choć odnoszą się do całego jej dotychczasowego życia), miejsce – do pokoju, w którym czuwa (choć we wspomnieniach jest także na przykład w Madrycie i na plaży) i liczbę bohaterów – przez większość powieści jest to wyłącznie Carmen (choć sama przywołuje ich wielu).

## Styl utworu
Odtworzenie autentycznego sposobu wypowiadania się postaci Carmen było możliwe dzięki zastosowaniu wielu różnorodnych środków stylistycznych charakterystycznych dla mowy potocznej: trybu rozkazującego, wykrzykników, wołaczy, powtórzeń, przysłów i maksym, nieścisłości, elips, emfaz, eufemizmów, zgrubień, zdrobnień, błędów, między innymi. Zdania są długie, często niedokończone, a jego części oddzielone licznymi przecinkami.

## Fabuła
Carmen podczas swojego monologu-dialogu snuje rozważania na wiele różnych tematów. Rozważaniom tym towarzyszy krytyka wobec Maria, na którą nie zdobyła się przez ponad 23 lata związku. Delibes, aby przedstawić bohaterów, posługuje się ironią – wdowa wytykając zmarłemu jego wady, eksponuje własne i dyskredytuje swoje poglądy. Choć nie jest tego świadoma, to czytelnik już owszem. Przejawia postawę konformistyczną wobec zasad narzucanych przez frankistowski reżim. Jej życiem rządzą konwenanse, w obliczu śmierci męża, skupia się na niestosownym ubraniu syna, swoim swetrze nadmiernie odkrywającym piersi i szwagierce Maria, która okazywała zbyt duży smutek, sprawiając wrażenie, jakby to ona była wdową. Poprzez swój antyfeminizm wyraża aprobatę dla panującego wówczas w Hiszpanii patriarchatu i dyskryminacji wobec kobiet. Sprzeciwia się edukacji i pracy dziewcząt (o ile nie pochodzą z niższej klasy społecznej), wierząc, że ich powołaniem jest bycie najpierw dobrą żoną, a następnie matką, co zapewnić ma odpowiednia prezencja i bezwzględne posłuszeństwo. Wymaga go nie tylko od swoich córek, ale także od synów, uważa bowiem, że rodzina, podobnie jak państwo, nie może funkcjonować bez dyscypliny. Jej wypowiedzi pełne są stereotypów dotyczących płci, często sugeruje mężowi, że był niewystarczająco „męski” i porównuje go z innymi, którzy według niej spełniają to kryterium. Charakteryzuje ją przyziemne i materialistyczne podejście do życia, w ciągu swojego monologu wielokrotnie krytykuje Maria, że nie był w stanie zaspokoić jej potrzeb w tej kwestii, w tym najważniejszej – samochodu. Z wyższością i pogardą traktuje przedstawicieli niższych klas społecznych, osoby chore psychicznie i niepełnosprawne intelektualnie. Jest rasistką, często podkreśla wyższość Hiszpanów nad innymi narodami i przejawia dużą nietolerancję wobec innych religii, uważając się za dobrą chrześcijankę. Śladem swoich rodziców odwróciła się od siostry, która zaszła w ciążę z włoskim żołnierzem podczas hiszpańskiej wojny domowej. Osobiście ma z niej pozytywne wspomnienia – dobrze bawiła się w schronie podczas bombardowań. Podobnie jak oni jest zwolenniczką monarchii.
Mario był zupełnym przeciwieństwem żony. Jako nauczyciel dostrzegał potrzebę kształcenia się zarówno swoich synów, jak i córek. Modlił się razem z protestantami, bo chrześcijaństwo rozumiał jako realizowanie ewangelicznych ideałów, dlatego też rezygnował ze zbytków, zamiast samochodem jeździł rowerem, traktował uboższych jak równych sobie. Uważał, że rozdysponowywanie darów przez bogatych jedynie pogłębia niesprawiedliwe podziały, dlatego wolał stwarzać możliwości zarobku. Bronił innych doświadczonych przez los, na przykład prostytutek, uważał, że zasługują na współczucie, gdyż są ofiarami społeczeństwa. Kwestie społeczne poruszał w swoim czasopiśmie „El Correo” („Kurier") i książkach.
Ogromne różnice między małżonkami posłużyły Delibesowi do przedstawienia problemu z szerszej perspektywy, a Carmen i Mario stali się symbolami poróżnionego narodu hiszpańskiego, podzielonego na „dwie Hiszpanie” – narodowo-katolicką, konserwatywną i nowoczesną, liberalną.
Z początku powieść wydaje się mieć czysto manichejski charakter – Carmen jest zła, a Mario dobry. Jednak ostatecznie postacie te okazują się nie być czarno-białe. Wszystkie poglądy bohaterka odziedziczyła po konserwatywnych rodzicach, nie otrzymała edukacji pozwalającej na wyrobienie własnych. Jej mąż nigdy nie starał się wytłumaczyć jej swoich przekonań, zaangażować w działalność społeczną, którą przedkładał nad rodzinę. Lekceważył nie tylko jej potrzeby materialne, ale także te uczuciowe i seksualne. Carmen zarzuca mu oziębłość, nie jest w stanie wybaczyć mu, że nie postąpił zgodnie z tradycją i nie doszło między nimi do zbliżenia w noc poślubną. Choć Mario twierdził, że było to wynikiem szacunku i nieśmiałości, czuła się z tego powodu upokorzona. Jak większość kobiet w ówczesnej Hiszpanii, w związek małżeński weszła bez jakiekolwiek wiedzy na temat relacji damsko-męskich, gdyż państwo ograniczało im dostęp do edukacji, karało praktyki antykoncepcyjne i promowało archetyp żony i matki, która urodzi liczne potomstwo dla ojczyzny. Carmen, choć przyklaskuje reżimowi, buntuje się jednak wobec pewnych jego założeń. Przyznaje, że nie chciała mieć wielu dzieci i informowała Maria o swoich dniach płodnych, co on uważał za niezgodne z wolą Bożą, skutkiem czego stali się rodzicami piątki dzieci. Zbliżenia między nimi odbywały się zatem bez zgody kobiety, co przy wszystkich liberalnych poglądach i działaniach bohatera, stawia go w zupełnie innym świetle. Protagonistka okazuje się być osobą nieszczęśliwą i niespełnioną. Powieść ujawnia ogromny problem braku komunikacji w związku – żadne z nich nigdy nie podjęło szczerej rozmowy. Carmen zdobywa się na to dopiero po śmierci Maria i 23 latach nieszczęśliwego małżeństwa. Rozwody były wówczas niemożliwe.

## Odbiór
Pięć godzin z Mariem uważana jest za jedną z najlepszych, o ile nie najlepszą powieść Delibesa, docenianą przez krytykę od momentu pojawienia się za śmiałość, eksperymentalną formę i wagę dzieła jako świadectwa swoich czasów, fakt, że autor był w stanie przekształcić analizę psychologiczną bohaterki, w analizę społeczeństwa. Zaraz po wydaniu ukazały się liczne jej recenzje nie tylko w prasie hiszpańskiej, ale także zagranicznej – „Le Monde”, „New York Times”, czy „Frankfurter Allgemeine”. Czytelnicy przyjęli ją równie dobrze, o czym świadczy 35 tysięcy sprzedanych egzemplarzy w dwa lata od publikacji, a 1,5 miliona ogółem, od 1966 roku. Obecnie jest przetłumaczona na 17 języków. Polskiego przekładu dokonał Zdzisław Reszelewski, a książka ukazała się nakładem Wydawnictwa Literackiego w Krakowie w 1980 roku.

## Adaptacje
- Teatr

	26 listopada 1979 roku w Teatro Marquina w Madrycie miała miejsce premiera teatralnej adaptacji Pięciu godzin z Mariem. Sztuka została zrealizowana przez samego Delibesa wspólnie z Santiago Paredesem i José Sámano, a wyreżyserowana przez Josefinę Molinę. Lola Herrera zagrała główną rolę Carmen i przez praktycznie cały czas była jedyną aktorką na scenie (pomijając krótkie momenty kiedy pojawiał się na niej Jorge de Juan grający Mario – syna wdowy). W ciągu dwóch sezonów, do końca 1981 roku, sztukę wystawiono ponad tysiąc razy w teatrach w całej Hiszpanii. Herrera rolę tę grała także w 1984, 1989, 2001, 2004 i 2016 roku, a zatem niemal przez 40 lat. Delibes przyznał, że Herrera była właśnie tą Carmen, którą stworzył.
- Film

Función de noche („Nocny spektakl”) to film twórców sztuki, Josefiny Moliny i José Sámano z 1981 roku. Inspiracją do jego nakręcenia była teatralna kreacja Loli Herrery: „Wieczorami i nocami […] musiałam mierzyć się z tamtą kobietą, później okazało się, że to zmagania z samą sobą”.
- Opera

Jorge Grundman jest autorem libretta i partytury do opery opartej na powieści, która nie została jednak jeszcze wystawiona.